# Mihael Žolgar
Mihael Žolgar, slovenski gimnazijski profesor, filolog in politik, * 25. september 1833, Kačji Dol, † 21. februar 1890, Celje.  
Gimnazijo je obiskoval v Celju (1850–58), študiral dve leti bogoslovje v Mariboru in nato v letih 1860–64 klasično filologijo na Dunaju, kjer je 1864 tudi opravil profesorski izpit iz grščine in latinščine za nižje razrede gimnazije, iz slovenščine za vso gimnazijo, ter 1869 še iz grščine za vso gimnazijo. Služboval je kot suplent 1864–65 v Gradcu, kot gimnazijski profesor 1865–68 v Celju, 1868–72 v Kranju in od 1872 ponovno v Celju. V letih 1869–72 je bil tudi šolski nadzornik za okraj Radovljica. V letih 1878–90 je bil slovenski poslanec v štajerskem deželnem zboru in deloval v šolskem odseku. Na pobudo učitelja Antona Brezovnika je 1890 v Celju ustanovil prvi strokovni pedagoški časopis, kateremu je bil do leta 1882 založnik in 1881–82 tudi urednik.